# Marquesado de Crémenes
El marquesado de Crémenes es un título nobiliario español otorgado el 13 de mayo de 2014 por el rey Juan Carlos I de España, con carácter vitalicio y no hereditario, a favor de David Álvarez Díez, empresario.

## Denominación
Su nombre hace referencia a su localidad de origen de Crémenes, en la provincia de León.

## Carta de Otorgamiento
«La dilatada y fructífera trayectoria de don David Álvarez Díez en el sector empresarial, donde ha destacado por su capacidad de adaptación a las necesidades del mercado y su preocupación por la formación profesional, merece ser reconocida de manera especial, por lo que, queriendo demostrarle mi Real aprecio,
Vengo en otorgarle, con carácter vitalicio, el título de Marqués de Crémenes.
Dado en Madrid, el 13 de mayo de 2014.
Juan Carlos R.»
Real Decreto 351/2014, de 13 de mayo. Publicado en el BOE núm. 117, el 14 de mayo de 2014, pág. 3778,
corregido por  disposición publicada en el «BOE» núm. 118, de 15 de mayo de 2014, página 37967.

## Marqueses de Crémenes
|                            | Titular                    | Periodo                    |
| Creación por Juan Carlos I | Creación por Juan Carlos I | Creación por Juan Carlos I |
| -------------------------- | -------------------------- | -------------------------- |
| I                          | David Álvarez Díez         | 2014-2015                  |

## Historia de los marqueses de Crémenes
- David Álvarez Díez, I marqués de Crémenes, empresario.